# Camptochaete gracilis
Camptochaete gracilis là một loài Rêu trong họ Lembophyllaceae. Loài này được (Hook. f. & Wilson) Paris mô tả khoa học đầu tiên năm 1894.